# João Moura Júnior
João Moura Júnior, nome artístico de João António Braz de Moura (Portalegre, 6 de abril de 1989), é um cavaleiro tauromáquico português.

## Percurso como cavaleiro tauromáquico
Filho do cavaleiro João Moura, muito jovem se iniciou a montar a cavalo, debutando em público com apenas sete anos de idade, em 1996, em Monforte, na Praça de Touros João Moura.
A 10 de abril de 2005, prestou provas para cavaleiro praticante na praça da Aldeia da Ponte. 
A 23 de abril de 2005, na praça de Badajoz, faz a sua estreia em arenas de Espanha. 
A 15 de maio de 2005, toma alternativa na Arena de Nimes, tendo como padrinho o seu pai, João Moura, e como testemunhas a francesa Marie Sara e o espanhol Andy Cartagena. Cortou duas orelhas ao Gorrillo, assim se chamou o toiro da alternativa, pertencente à ganadaria de Pedro e Verónica Gutiérrez. Terminou essa temporada com mais de 50 corridas, realizadas nas praças de Portugal, Espanha e França, cortando em Espanha e França mais de 100 orelhas num só ano. 
Confirmaria a alternativa em Madrid, Las Ventas, a 5 de junho de 2005, de novo com João Moura como padrinho e agora com Pablo Hermoso de Mendoza como testemunha, sendo os toiros da ganadaria Los Espartales. 
A 3 de maio de 2007, por sua vez, repetiria o mesmo cartel, ao confirmar a alternativa em Portugal, na Monumental do Campo Pequeno, com toiros de Francisco Romão Tenório. 
A 17 de julho de 2008, voltaria ao Campo Pequeno, para lidar em solitário seis toiros de diferentes ganadarias: Miura, José Samuel Lupi, Conde Cabral, Maria Guiomar Cortes de Moura, Passanha e Romão Tenório.

## Críticas
Em 2013, foi duramente criticado por publicar fotos na sua conta do Facebook onde se veem fotos de cães a a atacar um vitelo, teno pedido desculpas depois. 
Em 2019, um touro feriu gravemente o Xeque-mate, o cavalo que o acompanhava há dez anos. O animal teve de ser abatido, tendo o cavaleiro abandonado o cavalo em plena arena. 

## Vida pessoal
Casou-se em 2016 com Concha Rodríguez Díaz. Separaram-se em 2023.